# Valerio Vimercati
Valerio Vimercati (Monza, 4 marzo 1995) è un calciatore italiano, portiere svincolato.

## Biografia
È nato a Monza da padre italiano e madre camerunese.

## Carriera
Inizia a giocare a calcio nel settore giovanile del Milan, prima di passare da Pro Vercelli, Spezia e Torino. Dopo aver trascorso due stagioni in Serie D, con Delta Porto Tolle e Caravaggio, nel 2016 viene ingaggiato dal Fátima, nella terza divisione portoghese.
Nel 2019 lascia il Portogallo dopo 3 anni, accordandosi con il Noah, nel campionato armeno, con cui a fine stagione vince la Coppa d'Armenia e la Supercoppa. Il 27 agosto 2020 esordisce nelle competizioni europee in Qairat-Noah (4-1), incontro preliminare valido per l'accesso alla fase a gironi di UEFA Europa League. Il 24 giugno 2021 si trasferisce a parametro zero all'Ararat-Armenia.
Dopo un anno di inattività, il 27 luglio 2023 si accorda con il Noah. Per l'estremo difensore si tratta di un ritorno.

## Statistiche

### Presenze e reti nei club
Statistiche aggiornate al 4 novembre 2024.
| Stagione        | Squadra           | Campionato      | Campionato | Campionato | Coppe nazionali | Coppe nazionali | Coppe nazionali | Coppe continentali | Coppe continentali | Coppe continentali | Altre coppe | Altre coppe | Altre coppe | Totale | Totale |
| Stagione        | Squadra           | Comp            | Pres       | Reti       | Comp            | Pres            | Reti            | Comp               | Pres               | Reti               | Comp        | Pres        | Reti        | Pres   | Reti   |
| --------------- | ----------------- | --------------- | ---------- | ---------- | --------------- | --------------- | --------------- | ------------------ | ------------------ | ------------------ | ----------- | ----------- | ----------- | ------ | ------ |
| 2014-2015       | Delta Porto Tolle | D               | 25+3       | -32 + -4   | CI-D            | 2               | -1              | -                  | -                  | -                  | -           | -           | -           | 30     | -37    |
| 2015-2016       | Caravaggio        | D               | 14         | -21        | CI-D            | 6               | -4              | -                  | -                  | -                  | -           | -           | -           | 20     | -25    |
| 2016-2017       | Fátima            | TD              | 25         | -25        | CP              | 0               | 0               | -                  | -                  | -                  | -           | -           | -           | 25     | -25    |
| 2017-2018       | Fátima            | TD              | 27         | -34        | CP              | 1               | -3              | -                  | -                  | -                  | -           | -           | -           | 28     | -37    |
| 2018-gen. 2019  | Fátima            | TD              | 7          | -7         | CP              | 0               | 0               | -                  | -                  | -                  | -           | -           | -           | 7      | -7     |
| Totale Fátima   | Totale Fátima     | Totale Fátima   | 59         | -66        |                 | 1               | -3              |                    | -                  | -                  |             | -           | -           | 60     | -69    |
| gen.-giu. 2019  | União Leiria      | TD              | 7+4        | -2 + -4    | CP              | -               | -               | -                  | -                  | -                  | -           | -           | -           | 11     | -6     |
| 2019-2020       | Noah              | PL              | 22         | -23        | CA              | 1               | 0               | -                  | -                  | -                  | -           | -           | -           | 23     | -23    |
| 2020-2021       | Noah              | PL              | 21         | -18        | CA              | 4               | -6              | UEL                | 1                  | -4                 | SA          | 1           | -1          | 27     | -29    |
| 2021-2022       | Ararat-Armenia    | PL              | 30         | -19        | CA              | 0               | 0               | -                  | -                  | -                  | -           | -           | -           | 30     | -19    |
| 2023-2024       | Noah              | PL              | 12         | -11        | CA              | 2               | -3              | -                  | -                  | -                  | -           | -           | -           | 14     | -14    |
| Totale Noah     | Totale Noah       | Totale Noah     | 55         | -52        |                 | 7               | -9              |                    | 1                  | -4                 |             | 1           | -1          | 64     | -66    |
| 2024-2025       | Alaškert          | PL              | 17         | -32        | CA              | 1               | -2              | -                  | -                  | -                  | -           | -           | -           | 18     | -34    |
| Totale carriera | Totale carriera   | Totale carriera | 214        | -232       |                 | 17              | -19             |                    | 1                  | -4                 |             | 1           | -1          | 233    | -256   |

## Palmarès

### Club

#### Competizioni giovanili
- Campionato Giovanissimi Nazionali: 1

Milan: 2009-2010

#### Competizioni nazionali
- Coppa d'Armenia: 1

Noah: 2019-2020
- Supercoppa d'Armenia: 1

Noah: 2020